# Briaroaks
Briaroaks é uma cidade localizada no estado norte-americano do Texas, no Condado de Johnson.

## Demografia
Segundo o censo norte-americano de 2000, a sua população era de 493 habitantes. 
Em 2006, foi estimada uma população de 529, um aumento de 36 (7.3%).

## Geografia
De acordo com o United States Census Bureau tem uma área de 
2,7 km², dos quais 2,7 km² cobertos por terra e 0,0 km² cobertos por água.

## Localidades na vizinhança
O diagrama seguinte representa as localidades num raio de 12 km ao redor de Briaroaks. 